# タミー・スタン
タミー・スタン（英語: Tammy Sutan、1988年5月26日 - ）は、アメリカ合衆国、ロサンゼルス出身、タイの女性フィギュアスケート選手（女子シングル）。2006年世界フィギュアスケート選手権タイ代表。

## 主な戦績
| 大会/年            | 2004-05 | 2005-06 |
| ------------------ | ------- | ------- |
| 世界選手権         |         | 33      |
| 四大陸選手権       |         | 19      |
| 世界ジュニア選手権 | 21      |         |
| タイ選手権         | 1       |         |